# 森脇伝説
『森脇伝説 LET'S MAKE LEGENDS』（もりわきでんせつ レッツ メイク レジェンズ）は、KBS京都とサンテレビで2014年4月6日から2018年3月25日まで放送されたバラエティ番組である。森脇健児の冠番組である。

## 概要
森脇健児が様々な企画を行い、それを通じて一般市民と交流する構成。番組オープニングでは「森脇健児が、あの手この手で街を向き合う一生懸命バラエティ」と銘打たれていた。
内容は、かつてKBS京都で放送されていた『らくらぶR』を踏襲。番組開始当初は同番組から引き継いた企画が中心であった。その後、視聴者から街に関する情報をメールで募集し、その提供者と共に街歩きを行う内容に定着した。
2015年度から「はしご酒」が企画に加わり、後に「昭和探偵」「森脇伝説鉄道部」をスタートさせた。
森脇が試食を行う等の行動をとる際には「森脇VSその対象物」という内容の画面が挿入された後、スタッフによりゴングが鳴らされた。
当番組は関西・中京ローカルとなったため、最後の制作クレジットも、サンテレビとKBS京都のみとなっていた。『走る男』シリーズでは共同制作だった東名阪ネット6（一部作品では一部局が撤退したケースあり）のうち関東3局（首都圏トライアングル）では放送されなかった。

## 出演者
企画者
- 森脇健児

おっさんの手習い企画
- かみじょうたけし
- 高本剛志（雷ジャクソン）
- 華井二等兵

鉄道部部長
- 代走みつくに

昭和探偵
- 渡辺裕薫（シンデレラエキスプレス）

はしご酒
- みわゆうすけ

チキチキドライブ
- チキチキジョニー

アシスタント公開オーディション
- ドキドキ☆純情ガールズ→合格
- 繁田梨世
- 島邑真由
- 折目真穂
- 井垣海
- 福山遥→合格
- 加藤香緒梨→合格
- 池本彩如
- 関和由梨
- PHAN THI TRUONG AN
- 末岡奈々
- 遠藤萌美

その他
- 安田美沙子 （名古屋のロケにて出演）
- 中村静香 （北九州、小倉のロケにて出演）
- 高橋沙織（アルミカン）
- 外田ありさ
- こしきさやか
- 高島麻利央
- 朋未 - ぶらり旅アシスタントとして出演
- 酒井くにお・とおる

ナレーション
- きのせひかる

## テーマ曲
- 『一生懸命はやめられない』 歌：ワタナベフラワー

## 主な企画
歩く男企画 10000歩さんぽ
本番組メーン企画、森脇が万歩計を着け、京阪神の様々な街を訪れ一万歩ウォーキング、その街を発見すべく、歩き回る。
おっさんの手習い企画
森脇が見た事のないスポーツやエンターテインメントに挑戦。
はしご酒企画
入ったお店で酒とアテを一品ずつ注文。飲み終わった後はマスターお勧めの店を聞きだし、はしごする夜の酒場を舞台にした大人向け企画。
糸電話企画
今や小学生でもスマートフォンを持つ時代にお送りする「超アナログ企画」。街行く人たちに、あえて「糸電話」で本音を語り合ってもらう。
ご当地歌企画 つなぎ歌
京阪神各地にまつわるご当地の昔懐かしい歌を道行く様々な世代の人たちに1節ずつ歌ってもらい、最後はつなげた歌をフルコーラスで披露するハートフル企画。
ありがとう企画
アシスタント公開オーディション
森脇伝説鉄道部
鉄道ファンの森脇と鉄道部部長の代走みつくにが関西を中心とした鉄道を巡る旅。途中駅で下車して二人で散策をする。
昭和探偵
森脇と、昭和を愛する昭和芸人、渡辺裕薫（シンデレラエキスプレス）が昭和レトロな物を探す旅企画。テーマとなる街で懐かしい物との出会いを求めさまよう。懐かしい物との出会いの瞬間には森脇、渡辺それぞれCGを使った演出が入る。
チキチキドライブ
自動車を手放した森脇にドライブの良さを改めて知ってもらうべく、プライベートではよくドライブをするチキチキジョニーと共にチキチキジョニーの愛車で各地を回る企画。
番組側で予め決められた目的地を目指しつつ、道中においては道の駅などに立ち寄ってグルメを味わうなど森脇とチキチキジョニーによる気ままなドライブ旅をする。

## スタッフ
- ディレクター：東郷一重、益田信喜
- 構成：柳田光司
- カメラ：河内徹
- 音声：池田良子
- 編集：遠藤功二、松浦勇二
- CG：高浦雅也
- WEB：大田晃士
- 制作協力：元気な事務所、松竹芸能
- 協賛：ファイテン
- 衣装協力：NISHI、アシックス
- プロデューサー：小原直也、道辻良輔
- エグゼクティブプロデューサー：正木恭彦、江副純夫
- 制作著作：KBS京都、サンテレビ

## 放送時間
KBS京都テレビ
- 日曜 22:30 - 23:00

サンテレビ
- 火曜 23:30 - 24:00

三重テレビ
- 土曜 24:05 - 24:35

GAORA
- 月曜 15:30 - 16:00
- 月曜 16:00 - 16:30
- 月曜 16:30 - 17:00

なお、KBS京都では金曜 9:00 - 9:30に再放送を行っている。